# 박해주
박해주(朴海柱, 1894년 12월 ~ ?)는 일제강점기의 지방행정 관료이다.

## 생애
경상남도 산청군 출신으로 경성부에서 휘문의숙을 졸업한 뒤 조선총독부 관리가 되었다.
1915년에 판임관 견습으로 고향인 산청에서 근무했으며, 이듬해에는 정식으로 총독부 군서기로 임용되어 경남의 산청군, 김해군, 진주군 등에서 서기로 재직했다.
경상남도 제2부 세무과에 발령받았다가, 1924년부터는 진주군, 함안군, 창녕군, 통영군, 고성군, 사천군, 남해군, 하동군 근무를 거쳤다.
1930년에 총독부 군수로 승진하여 남해군에 발령받았다. 남해군수로 약 4년 동안 근무하다가 1934년에 퇴직했다. 퇴직하던 시점에 종7위에 서위되어 있었다.
2008년 발표된 민족문제연구소의 친일인명사전 수록예정자 명단 중 관료 부문에 포함되었다.

## 참고자료
- 박해주(朴海柱) - 국사편찬위원회